# Třída Gojunbong
Třída Gojunbong je třída tankových výsadkových lodí námořnictva Korejské republiky. Slouží k přepravě vojáků, vozidel a materiálu a jejich výsadku přímo na pobřeží. Celkem ji tvoří čtyři jednotky, postavené v průběhu 90. let v rámci modernizačního programu LST-I. Všechny jsou stále v aktivní službě. Vývoj typu dále pokračuje a do roku 2016 mají být do služby zařazeny další lodě třídy Cheon Wang Bong, vzniklé v rámci programu LST-II. Jejich kvalitativně vyšším doplňkem jsou vrtulníkové výsadkové lodě třídy Dokdo z programu LPX.

## Stavba
Vývoj tankových výsadkových lodí, které by nahradily z USA pocházející lodě typu LST, byl zahájen roku 1987 pod označením LST-I. Všechny čtyři jednotky postavila v letech 1991–1999 domácí loděnice Korea Tacoma (nyní Hanjin Heavy Industries)v Masanu. Pojmenovány jsou Gojunbong (LST-681), Birobong (LST-682), Hyangnobong (LST-683) a Seonginbong (LST-685).
Jednotky třídy Gojunbong:
| Jméno                 | Spuštěna | Vstup do služby  | Status  |
| --------------------- | -------- | ---------------- | ------- |
| Gojunbong (LST-681)   | 1991     | 24. března 1994  | aktivní |
| Birobong (LST-682)    | 1995     | 1. prosince 1997 | aktivní |
| Hyangnobong (LST-683) | 1996     | 1999             | aktivní |
| Seonginbong (LST-685) | 1996     | 1999             | aktivní |

## Konstrukce

Porovnání velikosti výsadkové lodě Gojunbong s americkou výsadkovou lodí USS Essex

Konstrukce lodí je výrazně ovlivněna americkým typem LST-542. Vozidla mohou na palubu vjíždět pomocí ramp na přídi a na zádi. Doplňkovým výsadkovým prostředkem jsou čtyři čluny typu LCVP. Přepravní kapacita plavidel dovoluje naložit až 258 vojáků, 12 tanků K1, 14 obojživelných výsadkových vozidel a osm 2,5tunových nákladních vozidel. Výzbroj tvoří jeden 40mm a dva 20mm kanóny. Přistávací plocha na zádi umožňuje operace středního transportního vrtulníku. Pohonný systém tvoří dva diesely SEMT-Pielstick 16 PA6V 280. Nejvyšší rychlost je 16 uzlů.